# Robstown
Robstown è un comune (city) degli Stati Uniti d'America della contea di Nueces nello Stato del Texas. La popolazione era di 11.487 abitanti al censimento del 2010.

## Geografia fisica
Secondo lo United States Census Bureau, la città ha una superficie totale di 40,15 km², dei quali 40,15 km² di territorio e 0 km² di acque interne (0% del totale).

## Società

### Evoluzione demografica
Secondo il censimento del 2010, la popolazione era di 11.487 abitanti.

### Etnie e minoranze straniere
Secondo il censimento del 2010, la composizione etnica della città era formata dall'84,41% di bianchi, l'1,58% di afroamericani, lo 0,38% di nativi americani, lo 0,17% di asiatici, lo 0,03% di oceanici, l'11,37% di altre razze, e il 2,06% di due o più etnie. Ispanici o latinos di qualunque razza erano il 93,6% della popolazione.